# Old Brownsboro Place (Kentucky)
Old Brownsboro Place es una ciudad ubicada en el condado de Jefferson en el estado estadounidense de Kentucky. En el Censo de 2010 tenía una población de 353 habitantes y una densidad poblacional de 1.017,12 personas por km².

## Geografía
Old Brownsboro Place se encuentra ubicada en las coordenadas 38°17′21″N 85°36′47″O / 38.28917, -85.61306. Según la Oficina del Censo de los Estados Unidos, Old Brownsboro Place tiene una superficie total de 0.35 km², de la cual 0.34 km² corresponden a tierra firme y (1.49%) 0.01 km² es agua.

## Demografía
Según el censo de 2010, había 353 personas residiendo en Old Brownsboro Place. La densidad de población era de 1.017,12 hab./km². De los 353 habitantes, Old Brownsboro Place estaba compuesto por el 95.18% blancos, el 2.55% eran afroamericanos, el 0% eran amerindios, el 1.98% eran asiáticos, el 0% eran isleños del Pacífico, el 0% eran de otras razas y el 0.28% pertenecían a dos o más razas. Del total de la población el 1.98% eran hispanos o latinos de cualquier raza.